# Razadarit
Cette page contient des caractères spéciaux ou non latins. S’ils s’affichent mal (▯, ?, etc.), consultez la page d’aide Unicode.
Razadarit ou Rajadhirat (birman ရာဇာဓိရာဇ် ; jàza̰dəɹìʔ ; 1368–1421), neuvième souverain du royaume d'Hanthawaddy de 1384 à sa mort, est considéré comme un des plus grands rois de l'histoire de la Birmanie. Il réunifia les trois régions de langue mône de Basse-Birmanie et repoussa les assauts du royaume d'Ava (de langue birmane) durant la Guerre de Quarante ans (1385–1424).
Lorsqu'il monta sur le trône en 1384, à seize ans, Razadarit ne régnait que sur la province de Pégou (Bago), le delta de l'Irrawaddy et Martaban (Mottama) étant en rébellion ouverte. Sa volonté inflexible et son talent militaire lui permirent de repousser une première vague d'invasions d'Ava dans les années 1380, et en 1390 de réunifier toutes les régions de langue mône. Durant la seconde moitié de la Guerre de Quarante ans, il affronta le roi d'Ava Minkhaung I et son fils le prince Minyekyawswa aussi bien en Basse-Birmanie qu'en Haute-Birmanie et en Arakan.
Razadarit a laissé le souvenir d'une figure complexe : un chef militaire courageux, qui vainquit Minkhaung I en combat singulier et sauva l'indépendance de son royaume, un administrateur compétent qui réorganisa celui-ci, et un paranoïaque brutal, qui obligea son premier amour Talamidaw à se suicider et ordonna l'exécution de leur fils innocent Bawlawkyantaw.
Il mourut à 54 ans de blessures reçues au cours d'une chasse à l'éléphant en 1422, laissant un royaume puissant, qui allait prospérer pendant encore 117 ans. Trois de ses enfants montèrent plus tard sur son trône, Binnya Dhammaraza, Binnya Ran I et sa fille Shin Sawbu, la seule femme à jamais régner sur la Birmanie (1453-1472), et une de ses souveraines les plus éclairées.
L'histoire de Razadarit est relatée dans une épopée classique, dont il existe des versions en môn, en birman et en thaï. Sa lutte contre Minkhaung I et Minyekyawswa est une légende classique de la culture populaire birmane.

## Jeunesse
Razadarit est né en février 1368 à Donwun (près de Martaban) sous le nom de Binnya Nwe (birman ဗညားနွဲ့ ; bəɲá nwɛ̰ : Binnya est le plus haut titre royal en môn). Il était fils du roi Binnya U et de la reine Mwei Thin (မွေ့သင် ; mwḛ θɪ̀ɴ). Au milieu des années 1360, Binnya U avait dû faire face à de nombreuses révoltes qui l'avaient obligé à quitter un moment Martaban entre 1364 et 1369, et il campait à Donwun, une ville plus au nord. En 1369, il transféra sa capitale à Pégou. La mère de Binnya Nwe, Mwe Thin, était une ancienne épouse du prince Min Linka (မင်းလင်္ကာ ; mɪ́ɴ lɪ̀ɴɡà), un frère aîné de Binnya U révolté contre lui, puis vaincu et exécuté.
Binnya Nwe grandit à la cour de son père à Pégou. (Le roi ne réussit pas à récupérer Martaban, gouvernée par le chef rebelle Byattaba (birman ဗြထဗ ; bjaʔ tʰa̰ ba̰).) Bien qu'il fût l'aîné, son père nomma prince héritier un des fils de sa reine principale Mwe Magu Tauk (မွေးမဂူတောက် ; mwé məɡù tauʔ). D'autres encore avaient des visées sur le trône, comme sa tante la princesse Mahadevi (မဟာဒေဝီ ; məhà dèwì) et son oncle Laukpya (လောက်ဖြား ; lauʔ pʰjá), gouverneur de Myaungmya. Mahadevi était très influente à la cour, et elle était comme une mère pour Binnya Nwe. Mais sa relation avec son neveu se dégrada quand son amant Smim Maru (သမိန်မရူး ; θəmèiɴ məjú), époux de la princesse Talamithiri (တလမေသီရိ ; təla̰ mè θìɹḭ), voulut à son tour devenir roi.

## Montée sur le trône
Au début de 1383, Binnya Nwe, qui n'avait pas encore 16 ans, enleva sa demi-sœur Talamidaw et s'enfuit à Rangoon. Binnya U leur pardonna sur son lit de mort. Mais les principaux prétendants au trône, Mahadevi et Smim Maru, désireux de s'en débarrasser, envoyèrent trois armées contre la ville. Le jeune prince, aidé par quelques fidèles et des mercenaires musulmans, l'avait déjà fortifiée. Après quelques jours de sièges, les armées commandées par Laukpya et par Byattaba (le gouverneur rebelle de Martaban) se retirèrent, laissant seulement celle de Smim Maru, qui fut vaincue le 9 mai 1383 par les forces de Binnya Nwe. Smim Maru fut capturé et exécuté.
Au début de l'année suivante, Binnye Nwe marcha sur Pégou. Son père y était mort, et il fut proclamé roi en février 1384. Il prit le nom de règne de Razadarit (pâli : Rajadhiraj, signifiant Roi des rois),. Il avait moins de seize ans, ou venait de les avoir.
À cette date, il contrôlait seulement la région de Pégou. Celle de Martaban était aux mains de Byattaba et le delta de l'Irrawaddy entre celles de Laukpya, gouverneur de Myaungmya. Razadarit pardonna à sa tante Mahadevi et lui donna Rangoon comme fief, mais il ne réussit pas à acheter la loyauté de son oncle Laukpya. Celui-ci, qui régnait déjà comme un roi du vivant de son frère Binnya U, n'était pas disposé à se soumettre à son neveu adolescent. En 1385, alors que Razadarit se préparait à attaquer le delta, Laukpya appela à son aide le roi Swasawke d'Ava, en lui promettant de se soumettre au royaume d'Ava. Cette proposition déclencha la Guerre de Quarante ans entre Ava et Hanthawaddy.

## Guerre de Quarante ans

### Consolidation de la Basse-Birmanie (1385–1391)
En 1386, Swasawke déclencha les hostilités en lançant une double invasion d'Hanthawaddy le long de la vallée de l'Irrawaddy et de celle de la Sittang, tandis que Laukpya attaquait depuis le delta. Le nouveau souverain ne perdit pas la tête et repoussa les trois invasions. En 1387, il repoussa une nouvelle attaque de Swasawke.
Malgré ces succès, Razadarit se rendit compte qu'il devait unifier les trois régions mônes de Basse-Birmanie s'il voulait combattre à long terme le royaume d'Ava sur un pied d'égalité. En 1388-89, il lança dans ce but une série de campagnes avec son principal général Lagun Ein. Ils choisirent d'attaquer d'abord l'ancienne capitale Martaban, indépendante depuis 1363, et qui était l'ennemi le plus faible. Ils s'en emparèrent avec beaucoup de difficulté en 1388. Ses arrières désormais assurés, Razadarit se retourna vers le delta. Ce fut d'abord un échec, ses troupes ne pouvant prendre Myaungmya, qui était lourdement fortifiée, et subissant une défaite devant Pathein (Bassein), défendue par le fils et les deux gendres de Laukpya. Mais celui-ci commit l'erreur de quitter sa ville, et il fut rapidement capturé par les forces de Razadarit. Myaungmya se rendit, suivie par le reste du delta. Le fils de Laukpya et ses deux gendres s'enfuirent à Ava.
Ayant ainsi réunifié la Basse-Birmanie, Razadarit songea à s'étendre vers le nord. En 1390, il s'empara de Myanaung, la ville la plus au nord du delta encore en possession d'Ava. Il mit ensuite le siège devant Prome, plus au nord sur l'Irrawaddy. Mais Swasawke envoya des forces terrestres et navales qui l'empêchèrent de réussir. En 1391, les deux rois conclurent une trêve qui donnait à Hanthawaddy le contrôle de Myanaung. Hanthawaddy contrôlait maintenant toute la Basse-Birmanie au sud de Prome. (La côte du Tenasserim restait aux mains des thaïs du royaume d'Ayutthaya : la domination de Razadarit ne s'étendait guère au sud de Moulmein).

### Première trêve (1391-1404)
Razadarit mit la trêve à profit pour embellir Pégou et renforcer ses fortifications. Il établit des relations amicales avec le royaume d'Ayutthaya.

#### Exécution de Bawlawkyantaw
Razadarit se fatigua de son premier amour Talamidaw, et la rejeta, lui reprenant tous les bijoux offerts par leur père Binnya U. Le cœur brisé, Talamidaw se suicida. Ayant appris que leur fils Bawlawkyantaw, qui devait avoir environ sept ans, apprenait à monter à cheval et faisait aiguiser les défenses de son éléphant, Razadarit craignit qu'il ne le trahisse « dans un futur proche », comme il s'était lui-même révolté contre son père dans sa jeunesse. Il envoya des bourreaux pour l'exécuter. Selon les chroniques mônes et birmanes, le jeune prince prononça un malédiction devant ceux-ci avant d'avaler le poison :
« Je ne complote pas contre mon père et il n'y a aucune faute de ma part. Mon père et ma mère ont joué ensemble enfants. Quand elle est devenue femme, il a pris sa beauté, puis l'a repoussée. Elle était fille de roi, mais il l'a rejetée comme une esclave et a causé sa mort indigne. Si je suis coupable de trahison en pensée, en paroles ou en intention, que je brûle pendant mille cycles dans les enfers. Si je suis innocent, que je renaisse dans la dynastie d'Ava pour devenir le fléau des Môns. »,
Razadarit fut profondément troublé de ce terrible serment. Dans le monde superstitieux de la politique birmane, il s'alarma lorsque la première épouse du prince Minkhaung d'Ava donna naissance un an plus tard à Minyekyawswa. Celui-ci fut en effet plus tard son ennemi juré.

### Raids en Haute Birmanie (1404-1406)
En 1401, le roi Swasawke mourut. Après une crise de succession de sept mois marquée par le règne de Tarabya, le trône d'Ava tomba aux mains de Minkhaung I, rapidement accueilli par une révolte du seigneur de Yamethin.
Razadarit profita de la confusion pour rompre la trêve en décembre 1404 : il remonta l'Irrawaddy et envahit la Haute-Birmanie à la tête d'une immense flotte (4000 bateaux de tous types) transportant des éléphants et des chevaux. Razadarit confia le siège de Prome à son gendre et mit lui-même le siège devant Ava. Minkhaung n'avait pas de flotte et ordonna à ses troupes de se retrancher dans les enceintes fortifiées des villes, que les armées mônes ne réussirent pas à prendre. Le gouverneur de Prome, Letya Pyanchi, gendre de Laukpya, rompit le siège et captura la fille de Razadarit. À Ava également, Razadarit n'était pas prêt pour un long siège et il se retira après avoir entendu le sermon d'un moine bouddhiste sur le caractère vicieux de la guerre. Il fit tuer son gendre pour n'avoir pas su empêcher la capture de sa fille à Prome,.
Minkhaung fit de la fille de Radazarit une de ses reines. Furieux, celui-ci dut attendre la fin de la saison des pluies pour réattaquer Ava. À la fin de 1405, il remonta à nouveau l'Irrawaddy, attaquant tout sur son passage et brûlant les greniers et les bateaux sur les berges. Prome fut à nouveau assiégée. En janvier 1406, les forces de Minkhaung vinrent libérer la ville. Mais la flotte de Razadarit continua à contrôler le fleuve et à pratiquer la politique de la terre brûlée le long des berges, ce qui perturbait terriblement les approvisionnements de Minkhaung,. 

### Seconde trêve (1406)
En 1406, Minkhaung I demanda la paix. Les deux rois se rencontrèrent en février à la pagode Shwesandaw à Prome. Minkhaung donna sa sœur en mariage à Razadarit, qui lui offrit en retour les droits de douane du port de Pathein. Ceci démontre qu'une des causes de la Guerre de Quarante ans était le besoin d'accès à la mer du royaume d'Ava. En pratique, l'accord conclu était condamné à l'échec, Pathein devant servir deux maîtres à la fois. La frontière entre les deux royaumes fut fixée un peu au sud de Prome.

### Invasion de l'Arakan et reprise des hostilités (1406-1409)
La trêve ne dura même pas un an, les deux rois n'ayant aucune confiance l'un envers l'autre. Minkhaung s'offensa de ce qu'une garnison d'Hanthawaddy fût laissée sur la frontière près de Prome. Peu après la trêve, il envoya une armée pour occuper l'Arakan, qui avait lancé des raids contre le territoire d'Ava. Pour réduire le risque d'une attaque opportuniste de Razadarit, Minkhaung envoya une lettre au roi de Lan Na (Chiang Mai), lui demandant de menacer Hanthawaddy depuis l'Est. Mais cette lettre fut interceptée par les hommes de Razadarit. Pire encore, Minkhaung nomma son fils aîné Minyekyawswa prince héritier. Les deux partis croyaient qu'il était la réincarnation du prince môn Bawlawkyantaw exécuté à tort par son père. Lorsque Theiddat, frère de Minkhaung qui avait espéré ce titre, s'enfuit d'Ava et lui offrit ses services, Razadarit les accepta donc volontiers et lui donna sa sœur en mariage, sachant parfaitement que cela équivalait à une déclaration de guerre.
Razadarit ne pouvait pas permettre à l'Arakan de tomber entre les mains d'Ava, et il envoya son armée depuis Pathein pour en déloger leurs troupes. L'armée d'Hanthawaddy remporta la victoire devant la capitale Launggyet, capturant le nouveau gouverneur Anawrahta et son épouse Saw Pye Chantha, fille de Minkhaung et sœur de Minyekyawswa, ainsi que 3000 soldats d'Ava. Razadarit nomma roi un prince d'Arakan, fit tuer Anawrahta et prit Saw Pye Chantha comme épouse. Furieux, Minkhaung envahit le royaume d'Hanthawaddy en mai 1407, au début de la saison des pluies, contre l'avis de ses ministres. Son armée s'enlisa dans les marécages de Basse-Birmanie et subit une sévère défaite.
En 1408, Minkhaung dut se défendre contre les raids shans de Theinni, mais en 1409 il envahit à nouveau le sud du pays, atteignant les faubourgs de Pégou. Son armée se retrancha près de Pankyaw. Razadarit essaya de mettre fin au siège en envoyant un commando assassiner Minkhaung. Aidé par Theiddat, les hommes d'Hanthawaddy réussirent presque à prendre Minkhaung et ses gardes dans une embuscade, mais à un moment critique Theiddat avertit son frère, qui put s'échapper. Razadarit fit exécuter Theiddat et envoya un nouveau petit groupe commandé par son général Lagun Ein. Ils s'infiltrèrent dans le camp ennemi, mais une fois parvenu dans sa tente, Lagun Ein refusa noblement de tuer Minhkaung dans son sommeil. Le siège tira en longueur et avec la venue de la saison des pluies, les lignes d'approvisionnement de l'armée d'Ava furent coupées. Razadarit sortit à sa rencontre et une grande bataille eut lieu à Kyat Paw Taw, près de Pégou. Razadarit chargea à dos d'éléphant directement contre Minkhaung, qui dut battre en retraite. Les deux-tiers de l'armée d'Ava furent faits prisonniers, dont ses éléphants et sa cavalerie, ainsi que la reine Shin Mi-Nauk. Razadarit avait maintenant dans son harem l'épouse de Minkhaung et sa fille.

### Les succès de Minyekyawswa (1410–1417)
Découragé par ce désastre, Minkhaung remit toutes les responsabilités militaires à son fils. Minyekyawswa, désireux d'arracher sa mère et sa sœur à Razadarit, envahit à nouveau le delta de l'Irrawaddy dès 1410, mais il fut repoussé. Au début de 1412, il envahit l'Arakan, dont il chassa le prince mis en place par les môns. En décembre 1412, alors que Minyekyawswa combattait les Shans de Theinni dans le nord, Razadarit remonta à nouveau l'Irrawaddy avec sa flotte. Mais il se retira immédiatement lorsque Martaban fut attaquée par le royaume d'Ayutthaya. Il envoya cependant des troupes en Arakan, qui chassèrent le nouveau roi installé par Minyekyawswa en 1413.
Les années 1414–1416 furent les plus difficiles du règne de Razadarit. Finalement vainqueur de Theinni, Minyekyawswa envahit le delta de l'Irrawaddy avec toutes ses forces en février 1414. Dès 1415, il avait conquis la totalité du delta à l'Ouest, et jusqu'aux faubourgs de Pégou à l'Est. Devant cette avancée irrésistible, Razadarit s'enfuit à Martaban. Il aurait déclaré, étreignant ses genoux dans un geste de désespoir :
« Moi, quand j'étais un gamin de seize ans avec seulement quarante hommes derrière moi, j'ai conquis la moitié de mon royaume. Minhkaung a un vrai fils, mais vous deux, les miens, vous ne me servez à rien. »
Heureusement pour Razadarit, Minyekyawswa fut mortellement blessé à Dala (au sud de Rangoon) et capturé par les troupes d'Hanthawaddy en mars 1417,,. (Les chroniques mônes disent qu'il mourut de ses blessures et les chroniques birmanes qu'il fut exécuté.) Selon les chroniques mônes, Razadarit ordonna qu'on lui fasse des funérailles royales.

### Dernières années (1417–1422)
La mort de Minyekyawswa marqua l'essoufflement d'une guerre qui durait déjà depuis plus de trente ans. Privées de leur commandant, les troupes d'Ava se désorganisèrent et se retirèrent vers le Nord pour affronter de nouvelles menaces shan. Minkhaung marcha à nouveau sur Pathein, Myaungmya et Dala pour exhumer les restes de son fils, qui furent solennellement dispersés dans les eaux près de Twante. Les forces d'Hanthawaddy attaquèrent encore Taungû en 1417 et celles d'Ava Pégou en 1418, puis la guerre cessa momentanément.
Minhkaung mourut en 1422. Apprenant cette nouvelle, Razadarit se lamenta :
« Mon frère, mon ennemi, mon rival, mon compagnon, la vie est vide sans toi. »
Quelques mois plus tard, il fut lui-même fatalement blessé en chassant un éléphant sauvage près des collines de Pegu Yoma, au nord de Pégou. La date de sa mort est incertaine. Les chroniques mônes la placent en 782 ME (1420-21) ou en 783 (1421-22), tandis que les chroniques birmanes la placent en  784 ME (1422-23). Il avait à peu près 54 ans. Il fut enterré près de Kamathameinpaik, au nord de Pégou. La guerre traîna encore un peu entre les successeurs de Minkhaung et de Razadarit, mais une longue période de paix finit par s'établir dans le sud.

## Généalogie
Descendants de Razadarit avec leurs dates de règnes
- Razadarit
  - Binnya Dhammaraza (1422-1426)
    - Binnya Kyan (1450-1453)

  - Binnya Ran I (1426-1446)
    - Leik Munhtaw (1453)

  - Shin Sawbu (fille, 1453-1472)
    - Binnya Waru (1446-1450)
    - Netaka Taw (fille), épouse de Dhammazedi (1472-1492)
      - Binnya Ran II (1492-1526)
        - Takayutpi (1526-1539)

  - Binnya Kyan (gouverneur de Martaban)